# Australski galeb
Australski galeb (lat. Chroicocephalus novaehollandiae) najčešća je vrsta galeba u Australiji. Živi po cijelom kontinentu, ali osobito na ili blizu obalnih područja. Australski galeb manji je od krupnokljunog galeba (Larus pacificus), koji također živi u Australiji.
Australskog galeba (eng. Silver gull – Srebrni galeb) ne treba brkati sa srebrnastim galebom, koji se na mnogim drugim jezicima naziva "srebrni galeb" (latinski: Larus argentatus, njemački: Silbermöwe, francuski: Goéland argenté, nizozemski: zilvermeeuw), ali je mnogo veći, robusni galeb bez preklapanje u rasponu.

## Taksonomija
Tradicionalno se svrstao u rod Larus, kao što je slučaj s mnogim galebovima, no danas je smatran pripadnikom roda Chroicocephalus. Južnoafrički galeb (C. hartlaubii) iz Južne Afrike prije se ponekad smatrao podvrstom australskog galeba.
Postoje tri podvrste:
- C. n. forsteri (Mathews, 1912.) – sjeverna i sjeveroistočna Australija, Nova Kaledonija
- C. n. novaehollandiae (Stephens, 1826.) – južna Australija i Tasmanija
- C. n. scopulinus (Forster, JR, 1844.) ili crvenokljuni galeb – Novi Zeland

## Opis
Glava, tijelo i rep bijele su boje. Krila su svjetlosiva s bijelim pjegama i crnim vrhovima. Duljina odraslih jedinki iznosi između 40 i 45 cm. Srednji raspon krila je 94 cm. Mlade jedinke imaju smeđe šare na krilima i tamni kljun. Odrasle jedinke imaju jarko crvene kljunove – što je crvena boja svjetlija, to je ptica starija.

## Rasprostranjenost i stanište
Australski galebovi nastanjuju sve savezne države Australije, kao i Novi Zeland i Novu Kaledoniju. Uobičajena je vrsta. Dobro se prilagodila urbanim sredinama i uklopila oko trgovačkih centara i odlagališta smeća. Zahvaljujući uspješnoj prilagodbi ove vrste urbanim staništima, došlo je do povećanja njene populacije u područjima ljudske aktivnosti, pri čemu je dostupnost gnjezdilišta jedini ograničavajući čimbenik rasta populacije.
Australski galebovi dvaput su zabilježeni u SAD-u; jedna jedinka ustrijeljena je u kolovozu 1947. na ušću rijeke Genesee, jezero Ontario, a druga je fotografirana u okrugu Salem, New Jersey tijekom jeseni 1996. Vjeruje se da su obje jedinke pobjegle iz zatočeništva.

## Ponašanje
Australski galeb ima oštar glas koji se sastoji od raznih glasanja. Najčešći poziv je oštar, visoki 'kwarwh'.

### Prehrana
Australski galeb hrani se crvima, ribom, kukcima i rakovima. Uspješan je skupljač ostataka, zbog čega se povećao njihov broj u blizini ljudskih naselja. Poznato je da gnjavi ljude tražeći otpatke i krade hranu bez nadzora.

### Razmnožavanje
Razmnožava se  od kolovoza do prosinca, obično u velikim kolonijama na priobalnim otocima. Gnijezdo se nalazi na tlu i sastoji se od morskih algi, korijenja i stabljika biljaka. Gnijezda se mogu naći u niskom grmlju, stijenama i molovima. Tipična veličina legla je jedno do tri jaja. Često se u jednoj godini podignu dva legla, a obje odrasle jedinke sudjeluju u gradnji gnijezda, inkubaciji i hranjenju.

## Galerija slika
- Australski galeb, Nacionalni park Ku-ring-gai, Sydney
- Spolno nezrela ptica u letu
- Željeznička stanica Circular Quay, Sydney
- Kupanje
- U letu, Zlatna obala, Australija
- Odrasla ptica na molu otoka Green, istočno od Cairnsa
- Michaelmas Cay, Veliki koraljni greben, Queensland, Australija

## Vanjske poveznice
|  | Zajednički poslužitelj ima stranicu o temi Chroicocephalus novaehollandiae    |
|  | Zajednički poslužitelj ima još gradiva o temi Chroicocephalus novaehollandiae |
|  | Wikivrste imaju podatke o taksonu Chroicocephalus novaehollandiae             |